# Miguel Gallastegui
Miguel Gallastegui Ariznavarreta (Éibar, 25 de febrero de 1918-San Sebastián, 4 de enero de 2019) fue un pelotari español, profesional de la especialidad de mano.
Miguel Gallastegui, también conocido por el apodo de Don Miguel y el Hércules de Asoliartza por su gran fortaleza física, fue un referente del deporte de pelota a mano de mediados del siglo XX. Jugó preferentemente como zaguero, aunque también realizó partidos en solitario contra parejas y en pareja contra tríos. Ganó el campeonato manomanista de los años 1948, 1950 y 1951.

## Biografía
Miguel Gallastegui Ariznavarreta nació el 25 de febrero de 1918 en el caserío Asoliartza ubicado en el valle de Mandiola del municipio guipuzcoano de Éibar en el País Vasco, España. Era el hijo menor de los tres que tuvieron el matrimonio compuesto por Pablo Gallastegui y Ceferina Ariznavarreta, ambos agricultores, y se dedicó, junto a sus hermanos Justo y Josefa, a las labores del caserío.
Aficionado a la pelota, realizó sus primeras incursiones en el frontón Astelena de Éibar, en los campeonatos sociales que organizaba el Club Deportivo Eibar y en campeonatos provinciales durante un año, en que destacó consiguiendo grandes éxitos.
En 1936 debutó como pelotari profesional, pero el estallido de la Guerra Civil le obliga a incorporarse a filas formando parte del batallón Amuategui, agrupación eibarresa organizada por el PSOE para la defensa de la legalidad republicana. Tras pasarse al bando franquista, fue trasladado por enfermedad al Hospital Militar de Vitoria.
Tras el fin de la contienda comienza a jugar partidos amistosos de tercera categoría en San Sebastián, Vitoria y Pamplona. En 1941 logró el subcampeonato del Campeonato de España de mano parejas haciendo pareja con el delantero Chiquito de Iraeta.

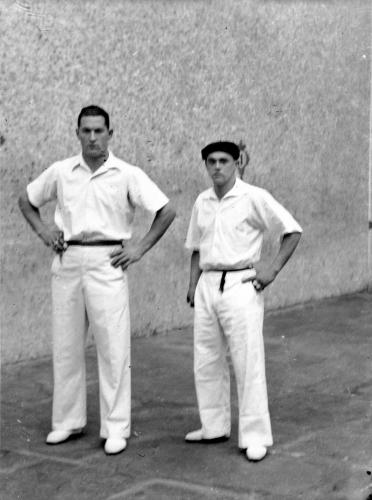
Gallastegui (izda.) junto al gran campeón Atano III (dcha.) en 1942.

En 1942 participa en su primer Campeonato manomanista. Elimina a Chiquito de Mallavia, con el resultado de 22-16; Chiquito de Iraeta y Ubilla, con el resultado de 22-18; pero cae en la semifinal frente a Atano VII, con el resultado de 22-20, en Bilbao, aunque ganó en Éibar a Atano III, convirtiéndose en una de las primeras figuras del manomanista.
En 1944 derrota por 22 tantos a cero a Mariano Lazcano, conocido como El zurdo de Mondragón, en el frontón de Gros de San Sebastián. Al año siguiente consigue disputar 104 partidos y en 1946 no participa en el Campeonato Manomanista. Gallastegui renunció a participar e hizo pública su renuncia mediante una carta abierta que levantó una gran polémica entre los aficionados. Realiza 101 partidos en 10 meses, de los cuales gana 72. Su renuncia al campeonato allanó el camino de Atano III hacia su cuarta txapela.
En 1947 vence de nuevo a Atano III en el frontón Astelena de Éibar, por un contundente 22 a 9.

### Los campeonatos
El 28 de noviembre de 1948 consigue alzarse con la txapela de ganador del Campeonato Manomanista venciendo a Atano III por 22 tantos a 6 en el frontón municipal de Vergara, tras haber vencido en Éibar a Acarregui por 22 tantos a 20. El triunfo de Gallastegui puso fin a una hegemonía de 23 años de Atano III en el mundo de la pelota mano.
Vuelve a ganar los campeonatos en las ediciones de 1950, venciendo en la final a José Luis Acarregui por 22-15 en el frontón Astelena, y 1951, venciéndolo por 22-14 en Vergara. En 1953 renuncia a jugar la final  ante su amigo Abel San Martín, Barberito I, por discrepancias económicas con las empresas organizadoras y la Federación Española de Pelota.
Decide no participar más en los Campeonatos Manomanistas, siguiendo su carrera profesional en diversos frontones de España y Francia. Realizó enfrentamientos a nivel individual contra parejas y formando pareja contra tríos logrando la admiración del público. En sus confrontaciones contra parejas, venció en 41 y salió derrotado en 13, destacando los duelos realizados contra Felipe-Lazcano (22-5), Ubilla I-II (22-9) y la pareja francesa de Laduche-Harambillet en el frontón abierto de Tricio.
En 1960, con 42 años de edad, se retira de la pelota profesional, fija su residencia en San Sebastián y se  dedica a negocios en los campos cinematográfico y teatral, así como en la construcción y en el sector agrícola y ganadero.
En la madrugada del 4 de enero de 2019 muere en su domicilio donostiarra, a la edad de 100 años.

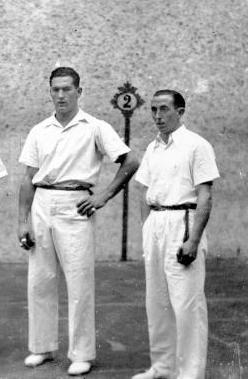
Gallastegui (izda.) y Chiquito de Iraeta (dcha.) fueron subcampeones del campeonato de parejas en 1941.

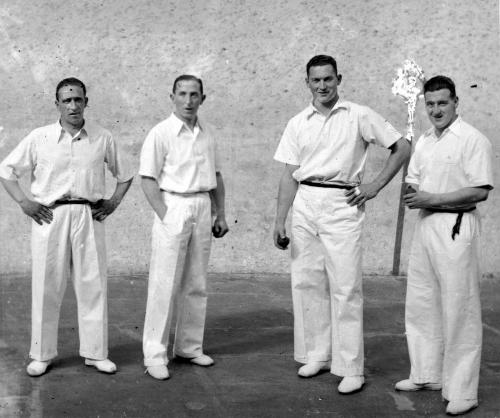
Foto de 1941 en el Frontón Astelena donde aparecen los pelotaris Txikito de Mallabia (Pablo Berasaluce), Chiquito de Iraeta (Francisco Larrañaga), Miguel Gallastegui y Felipe (José Aramendi)

.

## Finales manomanistas
| Año  | Campeón     | Subcampeón      | Tanteo | Frontón              |
| ---- | ----------- | --------------- | ------ | -------------------- |
| 1948 | Gallastegui | Atano III       | 22-06  | Municipal de Bergara |
| 1950 | Gallastegui | Akarregi        | 22-15  | Astelena             |
| 1951 | Gallastegui | Akarregi        | 22-14  | Municipal de Bergara |
| 1953 | Barberito I | Gallastegui (1) |        |                      |

(1) Gallastegui renunció a jugar la final

## Final de mano parejas
| Año     | Campeones             | Subcampeones                    | Tanteo    | Frontón |
| ------- | --------------------- | ------------------------------- | --------- | ------- |
| 1940-41 | Onaindia - Urcelay II | Txikito de Iraeta - Gallastegui | 22-18 (1) | Gros    |

(1) Se disputó como liguilla